# M/V Lyubov Orlova
M/V Lyubov Orlova je bio hrvatski putnički brod. IMO broj mu je 7391434. Pozivni znak bio je E5U2246. Plovio je pod sovjetskom zastavom. Zadnja znana zastava pod kojom je plovio je Kukovih Otoka.

## Povijest
Naručio ga je naručitelj iz SSSR-a Sudoimport,  najveći trgovinski partner hrvatskih brodogradilišta, za potrebe sovjetskih brodara iz Vladivostoka, Murmanska i Novorosijska. Trebao je zaploviti za FESCO, što se i ostvarilo.
Narudžba je napravljena temeljem ugovora koji je potpisan na zapovijed Leonida Brežnjeva a na osobni zahtjev Josipa Broza Tita sa spas ovog hrvatskog brodogradilišta. Postavljen je na navoze kao novogradnja br. 413 a porinut je 1976. godine. Plovio je arktičkim morima. Bio je iz jedinstvene klase putničko-teretnih brodova namijenjenih kružnim putovanjima u otežanim uvjetima plovidbe i ledom okovanih mora na sovjetskom Dalekom Istoku. U seriji je bilo osam brodova koji su nosili imena poznatih sovjetskih glumica, pa je ovaj dobio ime po Ljubovi Orlovoj. Znani su i kao "projekt 1454" ili klasa putničkih brodova Marija Jermolova, prozvana po prvom brodu iz te serije koji je na navozima kraljevičkog brodogradilišta izgrađen 1974. godine. U naredne četiri godine kraljevički su brodograditelji Sovjetima isporučili i preostalih sedam brodova – Mariju Savinu, Allu Tarasovu, Ljubov Orlovu, Olgu Androvskaju, Olgu Sadovskaju, Klavdiju Elanskaju i Antoninu Neždanovu.  Godine 2006. nasukala se u antarktičkim vodama.
2010. godine vlasnik broda bio je u financijskim problemima te mu je radi naplaćivanja vjerovničkih potraživanja zaplijenjen ovaj brod u kanadskoj luci St. Johnu zbog duga od 251.000 dolara. Dvije ga godine nitko nije htio kupiti pa je prodan u staro željezo. Vlasti kanadske provincije Newfoundlande prodale su brod u veljači 2012. kompaniji Neptune International Shipping i brod je trebao otići u rezalište u Dominikanskoj Republici. Stoga ga je tvrtka Neptune International Shipping trebala otegliti do u Dominikansku Republiku gdje bi ga rastavili, izrezali i prodali što se može prodati. Brod su izvukli posebno izrađenim tegljačem. Tek dan nakon isplovljavanja za jake oluje sigurnosno je uže puknulo. Pokušaji posade tegljače ponovnog hvatanja napuštena broda bili su bez rezultata. Jednostavno nisu mogli svladati visoke valove i teške udare vjetra.
Napušteni je brod tako sam plutao, bez nadzora, a još uvijek u blizini obale, u blizini jugoistočne obale poluotoka Avalona. Početkom 2013. kanadske vlasti ocijenile su početkom 2013. Lyubov Orlova ugrožava sigurnost offshore naftnih postrojenja pa je otegljena u međunarodne vode. Tad je kanadsko ministarstvo prometa izjavilo da brod više nije opasnost za kanadske kompanije te su ga napustili. Godinama poslije svjedoci su ga vidili kako besciljno pluta Atlantikom. Nagađalo se da je pun štakora kanibala koji u nedostatku hrane jedu jedni druge. Zadnji primljeni položaj bio je u ožujku 2013. godine gotovo 1.000 kilometara od irske obale., kad su uhvatili uhvaćen signal EPIRB-a (radio indikatora pozicije u slučaju opasnosti) s Ljubov Orlove na 700 milja od irske obale, u međunarodnim vodama.
Brod je i dalje veliku opasnost za druge brodove. Nema posade koja bi signalizirala drugim brodovima. Nema napajanje, motori mu ne rade i nema nikakve signalizacije, što je osobito opasno po noći jer se zbog izostanka svjetala i signalizacije ovaj 100-metarski brod se ne vidi u mraku. Opasnost je za okoliš jer u slučaju sudara ili potonuća zacijelo se će ispustiti gorivo, piralen i ine otrovne tekućine poput azbesta, žive i inog plutajućeg otpada.
Četiri su broda iz ove serije preostala u službi. Olga Androvskaja (1977.) je 1998. završila u rezalištu. Jeseni 2004.  u tajfunu u japanskoj luci Fusuki nastradala je Antonina Neždanova (1978.). 2005. je u rezalištu skončala Olga Sandovskaja (1977.).

## Karakteristike
Brodovi ove serije bili su od 100 metara dužine. Mogli su prihvatiti oko 200 putnika. Svi su bili visoke klase leda 1A. Pogonili su ih brodski motori iz Uljanikove Strojogradnje, s kojima su mogli postizati brzinu i do 17 čvorova.
Ovaj je brod iz serije bio dug 100,01 metar, a u najširem dijelu bio je širok 16,24 metra. Bio je bruto-tonaže 4251 t, a nosivosti 1465 t.
Pogonio ga je dizelski motor izgrađen u Uljaniku. Dio serije putničko-teretnih brodova za Sovjetski Savez koji je Brodogradilište Kraljevica napravili zajedno s Brodoprojektom. Svu kasniju projektnu dokumentaciju napravili su ljudi iz Tehničkog ureda Brodogradilišta u Kraljevici. Gotovo sve na toj seriji brodova bilo je hrvatske proizvodnje ili proizvedeno u ostalim republikama bivše Jugoslavije: čelik, brodski motori, namještaj, instalacije i dr. Uvjet sovjetskih naručitelja bio je da moraju sovjetske proizvodnje bitit navigacijski uređaji i kompletna oprema za kuhinju.

## Vanjske poveznice
- YouTube Zodiac to Lyubov Orlova Antarctica